# Песчаный (Калмыкия)
Песча́ный — посёлок в Приютненском районе Калмыкии, административный центр Песчаного сельского муниципального образования.

## История
Дата основания не установлена. Посёлок Песчаный впервые обозначен на карте 1964 года.

## Физико-географическая характеристика
Посёлок расположен на северо-востоке Приютненского района в пределах Ергенинской возвышенности, являющейся частью Восточно-Европейской равнины, в верхней части балки Большая Аршань. Средняя высота над уровнем моря — 160 м. Рельеф местности равнинный. К югу от посёлка имеется пруд.
По автомобильной дороге расстояние до столицы Калмыкии города Элиста (центра города) составляет 20 км, до районного центра села Приютное — 56 км. Ближайший населённый пункт посёлок Дорожный расположен в 2,9 км к западу от Песчаного. К посёлку имеется асфальтированный подъезд от федеральной автодороги Элиста — Ставрополь Р216 (4,5 км).
Согласно классификации климатов Кёппена-Гейгера посёлок находится в зоне континентального климата с относительно холодной зимой и жарким летом (индекс Dfa). В окрестностях посёлка распространены светлокаштановые почвы различного гранулометрического состава в комплексе с солонцами.
В посёлке, как и на всей территории Калмыкии, действует московское время.

## Население
| 2002 | 2010 |
| ---- | ---- |
| 734  | ↘659 |

Национальный состав
Согласно результатам переписи 2002 года большинство населения посёлка составляли калмыки (56 %) и русские (28 %)

## Экономика
На площадке близ посёлка Песчаный идёт строительство ветряной электростанции. В настоящее время построены и готовы к эксплуатации два ветряка.

## Социальная инфраструктура
В посёлке имеется несколько магазинов, дом культуры, библиотека, почтовое отделение, средняя школа, детский сад. Медицинское обслуживание жителей села обеспечивают офис врача общей практики и Приютненская центральная районная больница.
Посёлок электрифицирован и газифицирован, однако система централизованного водоснабжения отсутствует. Обеспечение питьевой водой осуществляется индивидуально, путём подвоза воды к каждому домовладению. Централизованное водоотведение также отсутствует. Водоотведение обеспечивается за счёт использования выгребных ям.